# Tocilizumab
Tocilizumab (RoActemra®) is een geneesmiddel dat behoort tot de DMARD's. Het werkt door de IL-6-receptor te blokkeren. Tocilizumab blokkeert zowel de oplosbare (sIL-6R) als de membraangebonden receptor (mIL-rR). Het wordt bij reumatoïde artritis toegediend als onderhuidse injectie of per infuus.
In de coronacrisis behandelden artsen van het Zuyderland Medisch Centrum in Geleen en Heerlen ernstig zieke patiënten met (een combinatie van) cortisosteroiden, eventueel aangevuld met tocilizumab. De sterfte onder de binnengebrachte patiënten liep terug van 48 naar 16%.
De Wereldgezondheidsorganisatie heeft een sterke aanbeveling voor het gebruik van IL-6-receptorblokkeerders zoals tocilizumab opgenomen in een richtlijn bij behandeling van ernstige COVID-19. De FDA gaf op 21 juni 2021 de stand van zaken weer.